# Kazimierz Kamieński
Kazimierz Kamieński ps. „Gryf”, „Huzar” (ur. 8 stycznia 1919 w Markowie-Wólce, zm. 11 października 1953 w Białymstoku) – oficer rezerwy Wojska Polskiego, dowódca partyzancki AK, AKO i Zrzeszenia WIN, jeden z najdłużej walczących żołnierzy antykomunistycznego podziemia niepodległościowego.

## Życiorys
Był synem Franciszka Kamieńskiego, rolnika i Aleksandry z domu Spaleńskiej. Uczęszczał do szkoły powszechnej w Hodyszewie, a następnie Gimnazjum Handlowego w Wysokiem Mazowieckiem. Maturę zdał w 1938 r.. Służbę wojskową odbył w Szkole Podchorążych Rezerwy Kawalerii w Grudziądzu.
Brał udział w wojnie obronnej 1939 r. w szeregach 9. Pułku Strzelców Konnych. Po bitwie pod Kockiem dostał się do niewoli niemieckiej. Był osadzony w lotniczych hangarach w Dęblinie, ale udało mu się zorganizować fałszywe dokumenty, z których wynikało, że do niewoli wzięto go przypadkowo.
Po uwolnieniu przedostał się w rodzinne strony w okolice Łap, które znajdowały się wówczas pod okupacją radziecką. Brał udział w likwidacji wielu konfidentów i funkcjonariuszy NKWD. Na początku 1942 r. wstąpił do AK, zostając dowódcą plutonu, a od 1944 r. adiutantem Witolda Leszke ps. „Witold”, komendanta Obwodu AK Wysokie Mazowieckie. Wiosną tego roku objął referat broni w komendzie Obwodu. Po wkroczeniu Armii Czerwonej na ziemie polskie ukrywał się zagrożony aresztowaniem przez NKWD. W grudniu 1944 r. uciekł próbującym go aresztować funkcjonariuszom MO. W styczniu 1945 r. ponownie nawiązał kontakt z W. Leszke i stanął na czele oddziału samoobrony Obwodu AKO Wysokie Mazowieckie. Następnie przeszedł do Zrzeszenia WiN. Podzielił swój oddział na dwie grupy; dowódcą jednej był on sam, a drugiej Józef Godlewski ps. „Topór”.
Kamieński wraz ze swoim oddziałem 17 lutego 1945 r. był obecny w Sokołach, kiedy oddział Karola Gasztofta „Zemsty" dokonał tam pogromu Żydów. „Huzar", jak sam utrzymywał, został poproszony przez Gasztofta o likwidację jednej osoby narodowości żydowskiej, jednak nie wiedział, jaka osoba miała zostać zlikwidowana. Zadaniem oddziału „Huzara" było obstawienie posterunku MO.  Kamieński zeznał: „»Zemsta« ze swoją grupą dokonał likwidacji kilku osób narodowości żydowskiej, których nazwiska nie są mi znane”.
24 marca 1945 oddział Kamieńskiego napadł na Czyżew, gdzie dokonano morderstwa 12 osób w tym: trzech Polaków i dziewięciu Żydów. Mord połączony był z rabunkiem.

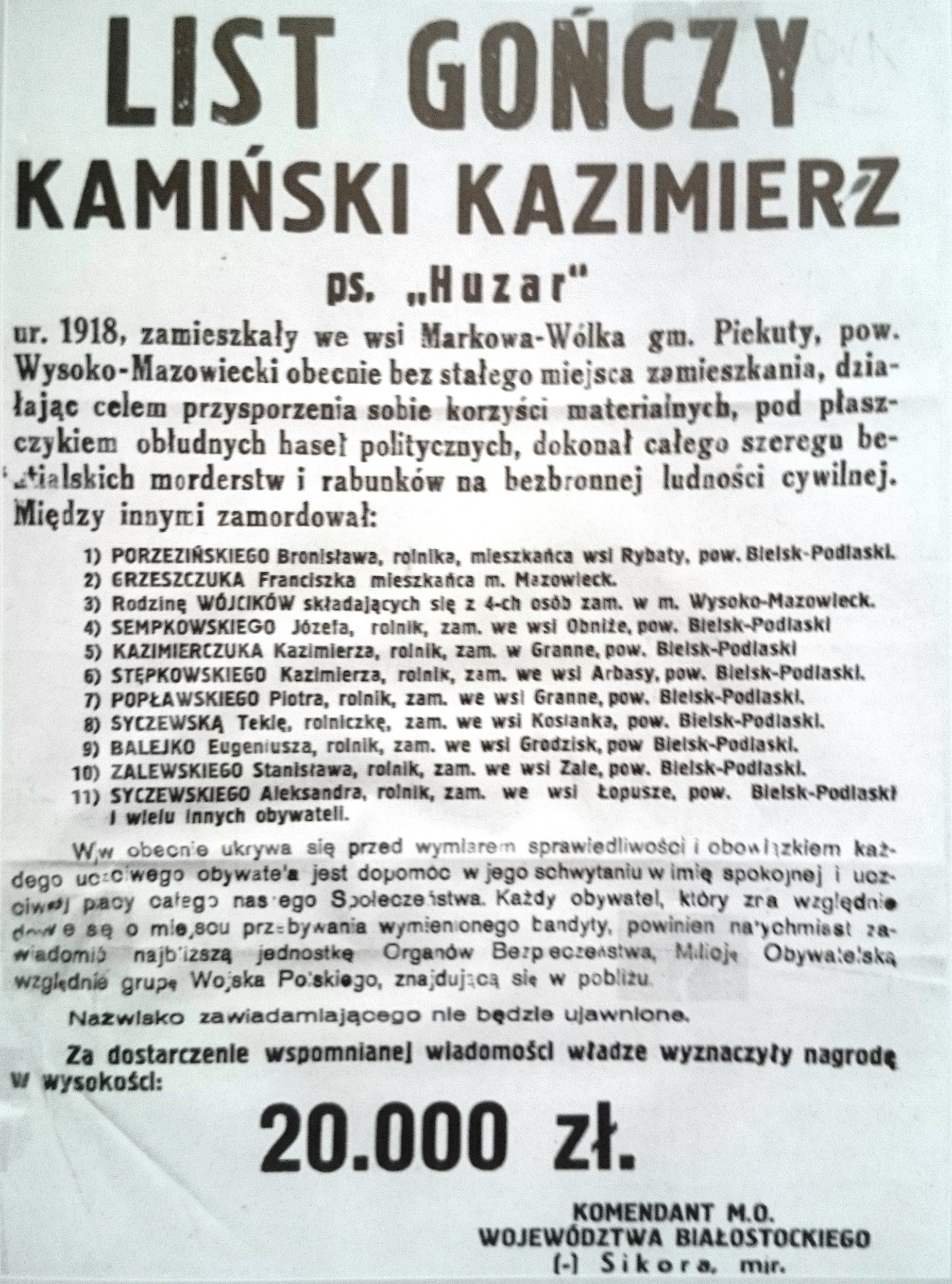
List gończy za Kazimierzem Kamieńskim, wystawiony przez wojewódzkiego komendanta MO, z błędną pisownią nazwiska

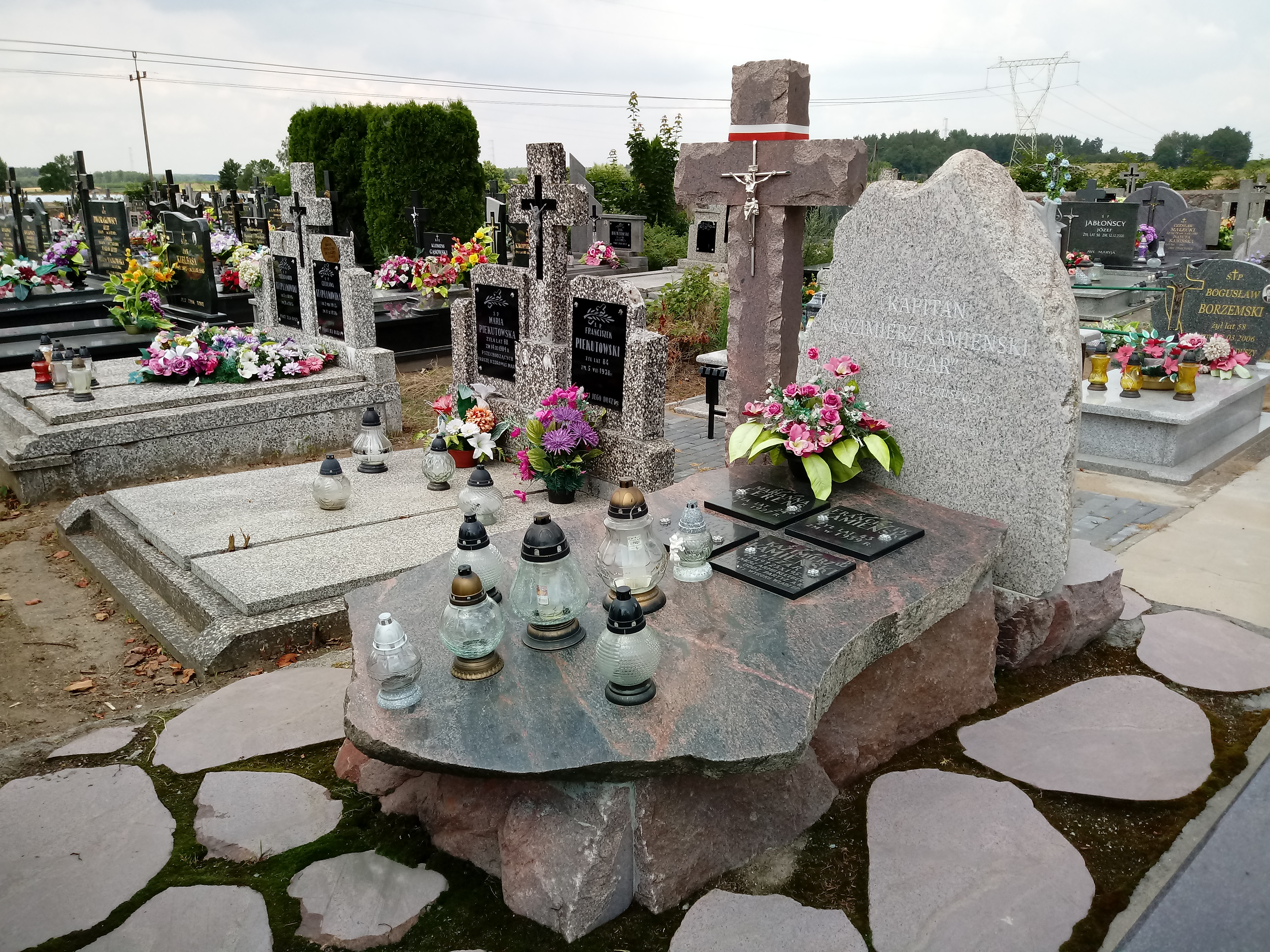
Symboliczny grób na cmentarzu parafialnym w Poświętnem

W przeciwieństwie do swoich podkomendnych nie ujawnił się po ogłoszeniu amnestii w 1947 r. Do jesieni tego roku nie przejawiał większej aktywności, kiedy ponownie utworzył oddział partyzancki. Był on świetnie uzbrojony i wyposażony (wyłącznie broń automatyczna: karabiny StG 44, MP40 i pepesze) oraz w pełni umundurowany. W nocy z 23 na 24 grudnia osaczył go w rejonie Łap oddział wojska, w wyniku czego oddział został rozbity. W czerwcu 1949 r. wznowił działalność zbrojną, kiedy podporządkowała mu się siedmioosobowa grupa Józefa Małczuka ps. „Brzask”. Kilka miesięcy w skład nowo utworzonego oddziału K. Kamieńskiego weszła też trzyosobowa grupa Józefa Brzozowskiego ps. „Hanka”, „Zbir”. Jego oddział kontynuował działalność 6 Wileńskiej Brygady WiN i tradycję 6 Brygady Wileńskiej AK. Podzielił wówczas swój oddział na 4 patrole, na czele których stanęli: Witold Buczek ps. „Ponury”, Lucjan Niemyjski ps. „Krakus”, Adam Ratyniec ps. „Lampart”, Kazimierz Parzonka ps. „Zygmunt”, „Wicher”. Poszczególne patrole otrzymały własne tereny działania. Działalność oddziału K. Kamieńskiego obejmowała rozległy teren od Ostrowi Mazowieckiej, Wysokiego Mazowieckiego i Łap, po Bielsk Podlaski, Siemiatycze, Białą Podlaską, Łosice i Sokołów Podlaski. Ogółem przez oddział przewinęło się ok. 120. ludzi, ale nigdy nie liczył on w danym momencie więcej niż 50 partyzantów. Patrole K. Kamieńskiego prowadziły akcje ekspriopriacyjne i likwidacyjne na posterunki MO, zabijały współpracowników UB, MO i NKWD oraz działaczy PPR, zwalczały w terenie pospolity bandytyzm. Stoczyły też kilka bitew i potyczek z oddziałami KBW i LWP. Na krótki czas opanowały nawet Wysokie Mazowieckie, gdzie K. Kamieński przeprowadził konną paradę swojego oddziału. Od maja 1947 r. do września 1952 r. jego oddział przeprowadził 90 akcji zbrojnych.
W patrolach panowała surowa dyscyplina, schwytanych milicjantów z reguły puszczano wolno po rozbrojeniu, piętnowane było niewłaściwe zachowanie wobec miejscowej ludności. Zdobyte środki finansowe były przeznaczane nie tylko na potrzeby oddziału, ale też na pomoc dla aresztowanych przez bezpiekę i ich rodzin oraz poszkodowanej ludności.
Po nawiązaniu kontaktu w 1952 r. z fałszywą V Komendą WiN w pełni kontrolowaną przez bezpiekę (prowokacja krypt. „Cezary”), w celu zorganizowania wyjazdu na Zachód, K. Kamieński 23 października tego roku został aresztowany w Warszawie przez UB. Po brutalnym śledztwie 26 marca 1953 r. Wojskowy Sąd Rejonowy w Warszawie na sesji wyjazdowej w Łapach skazał go w trybie doraźnym na sześciokrotną karę śmierci. Stracono go 11 października 1953 roku o godz. 13:30 w więzieniu w Białymstoku. Jego symboliczny grób znajduje się na cmentarzu w Poświętnem. W dniu 13 marca 1997 roku SW w Białymstoku unieważnił wyrok.
Decyzją nr 458 Ministra Obrony Narodowej z dnia 5 marca 2019 roku został awansowany pośmiertnie na stopień majora. Akt pośmiertnego awansu Kazimierza Kamieńskiego wręczono jego rodzinie w dniu 16 czerwca tego samego roku.

## Ordery
Pośmiertnie, postanowieniem prezydenta RP Lecha Kaczyńskiego z 9 listopada 2007 „za wybitne zasługi dla niepodległości Rzeczypospolitej Polskiej” został, wraz z dwoma innymi „żołnierzami wyklętymi” – Władysławem Łukasiukiem i Zygmuntem Szendzielarzem odznaczony Krzyżem Wielkim Orderu Odrodzenia Polski, a przekazanie orderów odbyło się 11 listopada tego samego roku w czasie uroczystości z okazji Narodowego Święta Niepodległości.